# ATP Challenger Bangkok-5
Das ATP Challenger Bangkok-5 (offizieller Name: Chang-Sat Bangkok 2 Open) war ein Tennisturnier in Bangkok, das 2010 einmal ausgetragen wurde. Es folgte direkt auf die Chang-Sat Bangkok Open, die in der Vorwoche stattfanden und an gleicher Stelle mit gleichem Preisgeld gespielt wurden. Es war Teil der ATP Challenger Tour und wurde auf Hartplatz ausgetragen.

## Liste der Sieger

### Einzel
| Jahr | Sieger          | Finalgegner          | Ergebnis |
| ---- | --------------- | -------------------- | -------- |
| 2010 | Grigor Dimitrow | Alexander Kudrjawzew | 6:4, 6:1 |

### Doppel
| Jahr | Sieger                                | Finalgegner                    | Ergebnis |
| ---- | ------------------------------------- | ------------------------------ | -------- |
| 2010 | Sanchai Ratiwatana Sonchat Ratiwatana | Frederik Nielsen Yūichi Sugita | 6:3, 7:5 |